# 2009 日本女子サッカーリーグ
- 日本女子サッカーリーグ  > 2009 日本女子サッカーリーグ
- 2009年のスポーツ  >  2009年のサッカー  > 2009 日本女子サッカーリーグ

2009 日本女子サッカーリーグ（plenusなでしこリーグ2009）は、2009年4月から11月まで開催。第21回目のシーズンとなるこの年も、プレナスの協賛により「plenusなでしこリーグ2009」の愛称で行われた。

## 概略
21シーズン目となるこの大会は、昨年に引き続きプレナスのスポンサードで行われた。
参加チームは、TASAKIペルーレFCの休部による脱退 と、準加盟だった鹿児島鴨池フットボールクラブアサヒナの正式加盟承認により、1部リーグ（ディビジョン1）、2部リーグ（ディビジョン2）とも8チーム3回戦総当たりで行われた。なおディビジョン1からディビジョン2には伊賀フットボールクラブくノ一が降格し、ディビジョン2からディビジョン1にはジェフユナイテッド市原・千葉レディース、スペランツァF.C.高槻が昇格した。また3チームの名称変更があり、INACレオネッサがINAC神戸レオネッサ、バニーズ京都サッカークラブがバニーズ京都SC、鹿児島鴨池フットボールクラブアサヒナはジュ ブリーレ 鹿児島となった。
この年は女子代表の試合として、5月20日から25日にかけてアメリカ合衆国及びカナダで国際親善試合が予定されたが、現地での新型インフルエンザの大流行により中止となりJヴィレッジでのトレーニングキャンプに変更。7月22日から8月4日にかけてドイツ女子代表（ドイツ・マンハイム）、フランス女子代表（フランス・モンタルジ）と、11月14日にニュージーランド女子代表対戦した。
また、なでしこリーグオールスターが競技強化支援助成事業助成金の給付により8月30日に実施された。
翌年から1部リーグが10チームによる「なでしこリーグ」、2部リーグが新規参入を含んだ12チーム（2地域）による「チャレンジリーグ」に再編されるため、2部の上位2位チームは自動昇格、1部最下位と2部3位は入れ替え戦（ホーム・アンド・アウェー方式）を行うことになった。
なお、5月17日にホームズスタジアム神戸で開催予定だったディビジョン1第7節・INAC対ベレーザ戦は、近隣地域で新型インフルエンザ感染者が確認されたため延期となり、8月22日に兵庫県立三木総合防災公園陸上競技場で開催された。

## 有料試合
昨年と同様、浦和レッドダイヤモンズ・レディース（高校生以上1,000円）とアルビレックス新潟レディース（前売り大人1,000円・小中高生500円、当日大人1,300円・小中高生800円）が全ホームゲーム、日テレ・ベレーザが6月28日の東京電力女子サッカー部マリーゼ戦（ひたちなか市総合運動公園陸上競技場：小学生以上・前売り700円、当日800円）で行ったほか、ジェフユナイテッド市原・千葉レディースが7月19日の浦和レッドダイヤモンズレディース戦（フクダ電子アリーナ：一般1,000円、小中高生400円）、ジュ ブリーレ 鹿児島が6月21日のルネサンス熊本フットボールクラブ戦（鹿児島県立鴨池陸上競技場：200円）と伊賀フットボールクラブくノ一戦（鹿児島県立鴨池陸上競技場：500円）で行った。

## 選手動向
休部となったTASAKIペルーレFCの選手のうち14人が他チームに移籍し、2人がアメリカのWリーグへ、また引退した選手でも数名が他チームで現役復帰した。（詳細はTASAKIペルーレFC#最終年に所属していた選手参照）
また、前年に女子特別指定選手制度としてリーグ戦等でプレーした菅澤優衣香がアルビレックス新潟レディースに、亀岡夏美がTEPCOマリーゼに入団。マリーゼにはほかに、ディビジョン2へ降格した伊賀くノ一と宮本ともみが移籍し、JFAアカデミー福島から山根恵里奈が入団。浦和レッズレディースには後藤三知が、INAC神戸レオネッサには高良亮子、高瀬愛実が入団し、岡山湯郷Belleには日テレ・ベレーザから井関夏子が、スペランツァF.C.高槻にはバニーズ京都から上野友紀子が移籍したのが特筆される。
一方、この年からアメリカ合衆国でアメリカ女子プロサッカー（Women's Professional Soccer、略称WPS）が開幕し、澤穂希、荒川恵理子（ともにベレーザ）、宮間あや（岡山湯郷）が移籍。3選手ともWPSのシーズン終了後の9月にベレーザ、岡山湯郷へレンタル移籍により復帰した。
2009年度の女子特別指定選手制度は小山季絵（早稲田大学ア式蹴球部女子）がマリーゼ、浜田遥（JFAアカデミー福島）が大原学園JaSRA女子サッカークラブに、それぞれ5月7日から11月1日の期間で認定された。

## 大会概要
- 開催期間：2009年4月11日‐11月1日
- なでしこリーグディビジョン1（1部）
2009年4月11日‐5月17日、6月7日‐7月19日、8月22日、9月5日-9月21日、10月11日-11月1日
8チームによる3回戦総当たり。
- なでしこリーグディビジョン2（2部）
2009年4月11日‐5月17日、6月7日‐7月26日、8月30日‐9月21日、10月11日-11月15日
8チームによる3回戦総当たり。
- 入れ替え
2部の1位チームと2位チームは翌シーズン自動昇格、1部最下位と2部3位は入れ替え戦2試合（ホーム・アンド・アウェー）の結果により勝者が昇格。敗者はチャレンジリーグに所属となる。
- 選手登録
日本サッカー協会に登録している選手で30名まで。うち「下部組織チーム」から5名まで登録することができる。外国籍選手は5名まで登録、3名まで出場できる。
- 試合時間
90分（45分ハーフ）。90分以内で勝敗が決しない場合は引き分けとする。
- 順位
- 勝ち点（勝利3点、引分1点、敗戦0点）の多いチームを上位とし、勝ち点の合計が同じ場合は以下の順序で順位を決める。
  1. 全試合の得失点差
  2. 全試合の総得点数
  3. 直接対決の成績（1.勝ち点2.得失点差）
  4. 順位決定戦（必要な場合のみ）

## 参加チーム

### なでしこリーグ　ディビジョン1（1部）
| チーム名                               | 監督       | ホームタウン                 | 前年成績          |
| -------------------------------------- | ---------- | ---------------------------- | ----------------- |
| 東京電力女子サッカー部マリーゼ         | 菅野将晃 ※ | 福島県双葉郡楢葉町・広野町   | なでしこDiv.1 6位 |
| 浦和レッドダイヤモンズ・レディース     | 村松浩     | 埼玉県さいたま市             | なでしこDiv.1 3位 |
| ジェフユナイテッド市原・千葉レディース | 上村崇士   | 千葉県市原市・千葉市         | なでしこDiv.2 1位 |
| 日テレ・ベレーザ                       | 星川敬 ※   | 東京都稲城市                 | なでしこDiv.1 1位 |
| アルビレックス新潟レディース           | 奥山達之   | 新潟県新潟市・北蒲原郡聖籠町 | なでしこDiv.1 7位 |
| スペランツァF.C.高槻                   | 細田真砂智 | 大阪府高槻市                 | なでしこDiv.2 2位 |
| 岡山湯郷Belle                          | 本田美登里 | 岡山県美作市                 | なでしこDiv.1 5位 |
| INAC神戸レオネッサ                     | 田渕径二   | 兵庫県神戸市                 | なでしこDiv.1 2位 |

1. ↑  ※印は新任
2. ↑  「INACレオネッサ」から改称。

### なでしこリーグ　ディビジョン2（2部）
| チーム名                         | 監督       | ホームタウン                     | 前年成績          |
| -------------------------------- | ---------- | -------------------------------- | ----------------- |
| ASエルフェン狭山FC               | 山原伸治   | 埼玉県狭山市                     | なでしこDiv.2 3位 |
| 大原学園JaSRA女子サッカークラブ  | 椚陽介     | 長野県上田市                     | なでしこDiv.2 4位 |
| 清水第八プレアデス               | 山梨京子   | 静岡県静岡市                     | なでしこDiv.2 7位 |
| 伊賀フットボールクラブくノ一     | 大須賀まき | 三重県伊賀市                     | なでしこDiv.1 8位 |
| バニーズ京都SC                   | 宮宇地昭   | 京都府京都市                     | なでしこDiv.2 6位 |
| 福岡J・アンクラス                | 河島美絵   | 福岡県春日市                     | なでしこDiv.2 5位 |
| ルネサンス熊本フットボールクラブ | 山形秀晴   | 熊本県熊本市                     | なでしこDiv.2 9位 |
| ジュ ブリーレ 鹿児島             | 出口泉     | 鹿児島県鹿児島市（正式加盟承認） | なでしこDiv.2 8位 |

1. ↑  ※印は新任
2. ↑  「バニーズ京都サッカークラブ」から改称。
3. ↑  「鹿児島鴨池フットボールクラブアサヒナ」から改称。

## 成績
○：勝利　△：引き分け　●：敗戦

### なでしこリーグ　ディビジョン1（1部）
主力選手の海外移籍したベレーザはマリーゼに1勝も上げられず、序盤にはアルビLと岡山湯郷に引き分けるなどで一時は5位まで低迷。それでも終盤の追い上げにより2位に。同じく主力選手の海外移籍した岡山湯郷はケガなどにより選手が揃わず6位に終わった。
ベレーザに2勝1分と健闘したマリーゼは、序盤のつまづきから立て直すも、4連勝2連敗を2度も記録した後に3勝2分で終了。INACが最終節でベレーザに敗れたため、過去最高の3位となった。
そのようななかでレッズLは、新戦力の出現などもあって順調に勝ち星を重ね、3試合を残して優勝。レッズLとなってからは初の、前身のさいたまレイナスを含めると2004年以来2度目の優勝となった。
昇格チームでは、ジェフLが初のディビジョン1で序盤に勝ち星を重ねるも、第7節（5月17日）から第19節（10月17日）までの13試合では、3シーズンぶりにディビジョン1復帰のスペランツァだけからしか勝利をあげられず5位で終了。そのスペランツァは、岡山湯郷に2分、アルビLに1分しただけで、早々に入れ替え戦進出が決定してしまった。
- 開催期間:2009年4月11日‐5月17日、6月7日‐7月19日、8月22日、9月5日-9月21日、10月11日-11月1日

| 順位 | チーム                                  | 浦和           | ベレーザ       | マリーゼ       | INAC           | ジェフ         | 湯郷           | 新潟L          | 高槻           | 勝点 | 勝利 | 引分 | 敗戦 |
| ---- | --------------------------------------- | -------------- | -------------- | -------------- | -------------- | -------------- | -------------- | -------------- | -------------- | ---- | ---- | ---- | ---- |
| 1位  | 浦和レッズレディース                    | ----           | ●1-3 ○2-1 △1-1 | ○2-0 ○4-0 ○1-0 | △0-0 ○4-1 ○6-2 | ○4-0 ○7-2      | ○3-2 ○1-0 ○2-0 | ○3-0 △1-1 ○1-0 | ○3-0 ○2-0 ○3-0 | 54   | 17   | 3    | 1    |
| 2位  | 日テレ・ベレーザ                        | ○3-1 ●1-2 △1-1 | ----           | ●0-1 ●1-2 △2-2 | ●2-4 ○1-0 ○2-0 | ○3-0 ○4-1 ○7-0 | △0-0 ○3-2 ○1-0 | △0-0 ○2-1 ○2-0 | ○4-0 ○6-1 ○1-0 | 43   | 13   | 4    | 4    |
| 3位  | TEPCOマリーゼ                           | ●0-2 ●0-4 ●0-1 | ○1-0 ○2-1 △2-2 | ----           | ●1-2 ●0-3 △1-1 | ●1-2 ○1-0 ○2-0 | ○4-2 ○2-1 ●0-2 | ○3-2 ○4-1 ○2-1 | ○7-0 ○2-0 ○2-1 | 38   | 12   | 2    | 7    |
| 4位  | INAC神戸レオネッサ                      | △0-0 ●1-4 ●2-6 | ○4-2 ●0-1 ●0-2 | ○2-1 ○3-0 △1-1 | ----           | ●1-3 ○3-0 ○2-0 | ○2-1 ○5-0 △1-1 | ○3-1 ●0-1 △0-0 | ○6-0 ○5-1 ○8-0 | 37   | 11   | 4    | 6    |
| 5位  | ジェフユナイテッド 市原・千葉レディース | ●0-4 ●2-7      | ●0-3 ●1-4 ●0-7 | ○2-1 ●0-1 ●0-2 | ○3-1 ●0-3 ●0-2 | ----           | △1-1 ●0-3 ○2-1 | ○3-1 ●1-2 ●0-2 | ○3-1 ○3-0 ○1-0 | 22   | 7    | 1    | 13   |
| 6位  | 岡山湯郷Belle                           | ●2-3 ●0-1 ●0-2 | △0-0 ●2-3 ●0-1 | ●2-4 ●1-2 ○2-0 | ●1-2 ●0-5 △1-1 | △1-1 ○3-0 ●1-2 | ----           | ○3-0 △2-2 ○2-1 | ○2-0 △2-2 △1-1 | 21   | 5    | 6    | 10   |
| 7位  | アルビレックス新潟 レディース           | ●0-3 △1-1 ●0-1 | △0-0 ●1-2 ●0-2 | ●2-3 ●1-4 ●1-2 | ●1-3 ○1-0 △0-0 | ●1-3 ○2-1 ○2-0 | ●0-3 △2-2 ●1-2 | ----           | ○1-0 ○3-1 △0-0 | 20   | 5    | 5    | 11   |
| 8位  | スペランツァ F.C.高槻                   | ●0-3 ●0-2 ●0-3 | ●0-4 ●1-6 ●0-1 | ●0-7 ●0-2 ●1-2 | ●0-6 ●1-5 ●0-8 | ●1-3 ●0-3 ●0-1 | ●0-2 △2-2 △1-1 | ●0-1 ●1-3 △0-0 | ----           | 3    | 0    | 3    | 18   |

※スペランツァF.C.高槻の入れ替え戦出場決定

### なでしこリーグ　ディビジョン2（2部）
上位3チームと中位3チームの争いに、下位2チームがかかわる展開となった。
当初は伊賀くノ一が独走し、そのまま一気に昇格を決めるかと思われたが、アンクラスとの対戦を落とすなどにより、エルフェン狭山を含めた3チームによる混戦に。アンクラスが7位のジュブリーレにまさかの敗戦を喫したことから伊賀くノ一が1節を残して昇格を決めたものの、最終戦ではエルフェン狭山が伊賀くノ一を破って優勝。アンクラスも同じく最終戦を勝利したものの、勝ち点2差により入れ替え戦で昇格への望みをつなぐこととなった。
中位グループでは清水第八が伊賀くノ一に1勝、アンクラスに1分、大原学園がエルフェン狭山に1分と健闘。ルネサンス熊本は5年連続で1桁勝ち点の最下位となり、正式会員となったジュブリーレと差をつけられた。
- 開催期間:2009年4月11日‐5月17日、6月7日‐7月26日、8月30日‐9月21日、10月11日-11月15日

| 順位 | チーム                           | 狭山             | 伊賀FC           | 福岡AN            | 清水第八       | 大原           | バニーズ       | J鹿児島         | R熊本             | 勝点 | 勝利 | 引分 | 敗戦 |
| ---- | -------------------------------- | ---------------- | ---------------- | ----------------- | -------------- | -------------- | -------------- | --------------- | ----------------- | ---- | ---- | ---- | ---- |
| 1位  | ASエルフェン狭山FC               | ----             | ●1-3 ●2-3 ○1-0   | ●0-2 ○3-2 ○2-1    | ○1-0 ○3-1 ○2-0 | ○1-0 △3-3 ○5-0 | ○2-0 ○4-0 ○8-1 | ○4-3 ○5-1 ○7-0  | ○8-2 ○20-1 ○10-0  | 52   | 17   | 1    | 3    |
| 2位  | 伊賀フットボールクラブ くノ一    | ○3-1 ○3-2 ●0-1   | ----             | ○3-1 ●0-2 ●1-2    | ○3-1 ●0-2 ●1-2 | ○3-0 ○3-1 ○2-1 | ○2-0 ○5-0 ○3-1 | ○11-0 ○1-0 ○7-0 | ○12-0 ○9-0 ○12-0  | 51   | 17   | 0    | 4    |
| 3位  | 福岡J・アンクラス                | ○2-0 ●2-3 ●1-2   | ●1-3 ○2-0 ○2-1   | ----              | △1-1 ○3-1 ○1-0 | ○5-0 ○4-3 ○4-0 | ○2-0 ○4-0 ○4-1 | ○3-1 ○7-0 ●0-1  | ○10-0 ○17-0 ○13-1 | 49   | 16   | 1    | 4    |
| 4位  | 清水第八プレアデス               | ●0-1 ●1-3 ●0-2   | ●0-1 ○1-0 ●0-3   | △1-1 ●1-3 ●0-1    | ----           | △0-0 △1-1 ●0-1 | ○2-0 △1-1      | △1-1 △0-0 ○1-0  | ○5-1 ○8-0 ○5-1    | 25   | 6    | 7    | 8    |
| 5位  | 大原学園JaSRA 女子サッカークラブ | ●0-1 △3-3 ●0-5   | ●0-3 ●1-3 ●1-2   | ●0-5 ●3-4 ●0-4    | △0-0 △1-1 ○1-0 | ----           | ●0-1 ●1-2 △2-2 | ○1-0 ○3-1 ○2-0  | ○2-0 ○3-2 ○2-0    | 25   | 7    | 4    | 10   |
| 6位  | バニーズ京都SC                   | ●0-2 ●0-4 ●1-8   | ●0-2 ●0-5 ●1-3   | ●0-2 ●0-4 ●1-4    | ●0-2 △1-1      | ○1-0 ○2-1 △2-2 | ----           | ○1-0 ○3-1 ●0-1  | △1-1 ●1-2 △0-0    | 17   | 4    | 5    | 12   |
| 7位  | ジュ ブリーレ 鹿児島             | ●3-4 ●1-5 ●0-7   | ●0-11 ●0-1 ●0-7  | ●1-3 ●0-7 ○1-0    | △1-1 △0-0 ●0-1 | ●0-1 ●1-3 ●0-2 | ●0-1 ●1-3 ○1-0 | ----            | ○3-0 ○6-1 ○3-0    | 17   | 5    | 2    | 14   |
| 8位  | ルネサンス熊本FC                 | ●2-8 ●1-20 ●0-10 | ●0-12 ●0-9 ●0-12 | ●0-10 ●0-17 ●1-13 | ●1-5 ●0-8 ●1-5 | ●0-2 ●2-3 ●0-2 | △1-1 ○2-1 △0-0 | ●0-3 ●1-6 ●0-3  | ----              | 5    | 1    | 2    | 18   |

※ASエルフェン狭山FC、伊賀フットボールクラブくノ一の自動昇格、福岡J・アンクラスの入れ替え戦出場決定

### なでしこリーグ入れ替え戦
リーグ戦全日程終了後、Div.1最下位のスペランツァF.C.高槻とDiv.2で3位の福岡J・アンクラスの間で11月8日に第1戦、11月15日に第2戦が行われた。
- 勝敗の決定：1試合90分（前後半各45分）で行い、2試合が終了した時点で、勝利数が多いチームを勝者とする。勝利数が同数の場合には、次の順序により勝者を決定する。

1. 2試合の得失点差
2. アウェイゴール数
3. 第2戦終了時に20分間（前後半10分間）の延長戦
4. PK方式（各5人ずつ、決着がつかない場合は6人目以降一人ずつで勝敗が決するまで）

| 2009年11月8日 13:00 |

| スペランツァF.C.高槻 | 0 - 3 | 福岡J・アンクラス                                 |
|                      |       | 正手亜希子 34分 · 藤本優希 44分 · 花田亜衣子 89分 |

| 高槻市萩谷総合運動公園サッカー場, 高槻市 観客数: 628人 |

| 2009年11月15日 14:00 |

| 福岡J・アンクラス | 0 - 1 | スペランツァF.C.高槻 |
|                   |       | 伊丹絵美 51分        |

| 小郡市陸上競技場, 小郡市 観客数: 1,548人 |

※福岡J・アンクラスの次年度なでしこリーグ参入、およびスペランツァF.C.高槻の次年度チャレンジリーグ参入が決定

### チャレンジリーグ参入決定戦
翌年から2部リーグを「チャレンジリーグ」とし12チームに拡大するのに伴い、チャレンジリーグ参入を希望するチームによる参入決定戦を行った。
8チームを4チームずつの2組に分け、それぞれ1順の総当たり戦を行い、各組上位3チーム（合計6チーム）がチャレンジリーグに参入する。
試合は全試合時之栖スポーツセンター（静岡県裾野市）にて行われた。
Aグループ
| 位 | チーム名          | 点 | 試 | 勝 | 分 | 負 | 得 | 失 | 差  |
| -- | ----------------- | -- | -- | -- | -- | -- | -- | -- | --- |
| 1  | 日本体育大学      | 9  | 3  | 3  | 0  | 0  | 10 | 0  | +10 |
| 2  | JFAアカデミー福島 | 6  | 3  | 2  | 0  | 1  | 12 | 5  | +7  |
| 3  | 静岡産業大学      | 1  | 3  | 0  | 1  | 2  | 2  | 9  | -7  |
| 4  | HOYOスカラブFC    | 1  | 3  | 0  | 1  | 2  | 1  | 11 | -10 |

| 2009年11月21日 11:00 |

| 静岡産業大学 | 0 - 3     | 日本体育大学 |
|              | 1日目結果 |              |

|  |

| 2009年11月21日 11:00 |

| HOYOスカラブFC | 0 - 7     | JFAアカデミー福島 |
|                | 1日目結果 |                   |

|  |

| 2009年11月22日 11:00 |

| JFAアカデミー福島 | 5 - 1     | 静岡産業大学 |
|                   | 2日目結果 |              |

|  |

| 2009年11月22日 11:00 |

| HOYOスカラブFC | 0 - 3     | 日本体育大学 |
|                | 2日目結果 |              |

|  |

| 2009年11月23日 11:00 |

| 静岡産業大学 | 1 - 1     | HOYOスカラブFC |
|              | 3日目結果 |                |

|  |

| 2009年11月23日 11:00 |

| 日本体育大学 | 4 - 0     | JFAアカデミー福島 |
|              | 3日目結果 |                   |

|  |

Bグループ
| 位 | チーム名       | 点 | 試 | 勝 | 分 | 負 | 得 | 失 | 差 |
| -- | -------------- | -- | -- | -- | -- | -- | -- | -- | -- |
| 1  | 常盤木学園高校 | 9  | 3  | 3  | 0  | 0  | 11 | 2  | +9 |
| 2  | FC AGUILAS     | 6  | 3  | 2  | 0  | 1  | 4  | 4  | 0  |
| 3  | ASC adooma     | 3  | 3  | 1  | 0  | 2  | 4  | 7  | -3 |
| 4  | イカイFC       | 0  | 3  | 0  | 0  | 3  | 3  | 9  | -6 |

| 2009年11月21日 14:00 |

| 常盤木学園高校 | 3 - 1     | イカイFC |
|                | 1日目結果 |          |

|  |

| 2009年11月21日 14:00 |

| FC AGUILAS | 1 - 0     | ASC adooma |
|            | 1日目結果 |            |

|  |

| 2009年11月22日 14:00 |

| ASC adooma | 0 - 5     | 常盤木学園高校 |
|            | 2日目結果 |                |

|  |

| 2009年11月22日 14:00 |

| FC AGUILAS | 2 - 1     | イカイFC |
|            | 2日目結果 |          |

|  |

| 2009年11月23日 14:00 |

| 常盤木学園高校 | 3 - 1     | FC AGUILAS |
|                | 3日目結果 |            |

|  |

| 2009年11月23日 14:00 |

| イカイFC | 1 - 4     | ASC adooma |
|          | 3日目結果 |            |

|  |

## 表彰
この年も「なでしこリーグ表彰式」が11月29日に日本サッカー協会ビル（JFAハウス）でサポーター25組50名を招待して行われ、個人記録では安藤梢（浦和）が18得点により2回目の最多得点と、2回目の最優秀選手(MVP)で表彰された。ベストイレブンでは山郷のぞみ（浦和）が9回目の受賞となったほか、土橋優貴、庭田亜樹子、北本綾子（以上、浦和）と上尾野辺めぐみ（新潟L）が初受賞。新人賞は高瀬愛実（INAC）が獲得。またディビジョン2では笠嶋由恵（狭山）がMVPとなった。
特別表彰ではインターネットの公式ホームページにより行われた「サポーターが選ぶMVP」で安藤梢（浦和）が2回目となる選出をされ、会場のサポーター代表1名による表彰が行われたほか、観覧当選者と抽選に漏れた人のそれぞれ5名ずつにサイン入りボールのプレゼントが行われた。

### なでしこリーグ　ディビジョン1（1部）
個人
- 最優秀選手賞：安藤梢（浦和）2回目
- 最多得点：安藤梢（浦和）18得点・2回目
- 新人賞：高瀬愛実（INAC）
- 敢闘賞：大野忍（ベレーザ）初
- ベストイレブン
  - GK：山郷のぞみ（浦和）9回目
  - DF：矢野喬子（浦和）3回目、近賀ゆかり（ベレーザ）3回目、岩清水梓（ベレーザ）4回目、土橋優貴（浦和）初
  - MF：庭田亜樹子（浦和）初、上尾野辺めぐみ（新潟L）初、柳田美幸（浦和）2回目
  - FW：安藤梢（浦和）6回目、北本綾子（浦和）初、大野忍（ベレーザ）7回目
- 優勝監督賞：村松浩（浦和）初

チーム
- 優勝：浦和レッドダイヤモンズ・レディース（初）[3]
- 準優勝：日テレ・ベレーザ（7回目）
- 3位：東京電力女子サッカー部マリーゼ（初）
- フェアプレー賞：東京電力女子サッカー部マリーゼ（初）

### なでしこリーグ　ディビジョン2（2部）
個人
- 最優秀選手賞：笠嶋由恵（狭山）初

チーム
- 優勝：ASエルフェン狭山FC（初）
- フェアプレー賞：福岡J・アンクラス（初）

### 特別表彰
個人
- サポーターが選ぶMVP：安藤梢（浦和）2回目